# Церковь Рождества Пресвятой Богородицы (Большие Белыничи)
Церковь Рождества Пресвятой Богородицы (Богородицерождественский храм) — храм Русской православной церкви в деревне Большие Белыничи Московской области.
Памятник архитектуры регионального значения. С XIX века до середины XX века, в деревне существовала сельская часовня.
Адрес: Московская область, Зарайский район, деревня Большие Белыничи.

## История
Первоначальное построение Богородицерождественской церкви историками относится к 1597 году. Церковь Рождества Пресвятой Богородицы в селе Белыничах упоминалась в писцовых Рязанских книгах 1628—1629 годов князя Ивана Львова и подьячего Ивана Русинова.
В 1781 году была построена новая деревянная церковь, отстроенная в 1825 году и сгоревшая в 1863 году. После этого прихожане В 1864 году начали строить новую каменную церковь с каменной же колокольней, освященную в 1876 году. Храм в русском стиле имел один престол, иконы в иконостасе большей частью были перенесены из старой церкви. Причт первоначально состояла из священника, диакона и двух причетников.
В 1910 году на церковные средства был произведен наружный ремонт стен и кровли храма. Пережив Октябрьскую революцию, храм был закрыт в начале 1930-х годов — в его помещении устроили зерносклад, были разрушены кровля и верхние ярусы колокольни. Затем здание было заброшено и долгие годы пребывало в руинированном виде. Только после распада СССР, в конце 1990-х годов, здание передали верующим.
С 1999 года богослужения здесь проводились рядом с храмом под открытым небом. Первые восстановительные работы осуществлялись небольшими силами прихожан. В 2015 году храм Рождества Богородицы в Больших Белыничах был включён в программу Благотворительного фонда Московской епархии по восстановлению порушенных святынь. Ремонтные работы, начатые в апреле 2016 года, продолжались за полтора года. 24 сентября 2017 года митрополит Крутицкий и Коломенский Ювеналий совершил чин великого освящения Богородицерождественского храма в деревне Большие Белыничи, о чём свидетельствует памятная доска на здании церкви. Настоятель храма — священник Дионисий Утенков.
Недалеко от храма находится почитаемый в народе родник. В 2002 году около него был установлен и освящен поклонный крест.